# 魏庆义
魏庆义 (1956年4月30日—)，中华人民共和国教育部长江学者讲座教授，主要从事劳动卫生与环境卫生学、DNA损伤与修复等方面的研究。

## 生平
魏庆义先后毕业于南京医学院、中国预防医学科学院、约翰霍普金斯大学，后任杜克大学医学院医疗系教授。